# Dragons : et s'ils avaient existé...

Dragons : et s'ils avaient existé… (titre original en anglais : Dragons' World: A Fantasy Made Real) est un docu fiction animalier en images de synthèse racontant l'histoire d'un paléontologue dont la découverte va bouleverser le monde scientifique : il vient de tomber sur un squelette de dragon datant du Moyen Âge et dont les ancêtres étaient contemporains des dinosaures.
Ce film, coproduit par des capitaux britanniques et américains (notamment la BBC et Discovery Channel), réalisé par Justin Hardy, d'après une idée originale de Charlie Foley (assisté, dans l'élaboration du scénario, par Justin Hardy, David McNab, Kevin Tao Mohs et Aidan Woodward. Ce programme, d'une durée de 100 minutes, a été diffusé pour la première fois en France en décembre 2005, sur la chaîne de télévision TF1.
Dans la version britannique du téléfilm, la narration était assurée par l'acteur Ian Holm.